# Ricardo Blas Jr.
Ricardo Blas Jr. (Tamuning, 19 de octubre de 1986) es un deportista guameño que compitió en judo. Ganó una medalla de bronce en el Campeonato de Oceanía de Judo de 2008 en la categoría de +100 kg.

## Palmarés internacional
| Campeonato de Oceanía | Campeonato de Oceanía        | Campeonato de Oceanía | Campeonato de Oceanía |
| Año                   | Lugar                        | Medalla               | Categoría             |
| --------------------- | ---------------------------- | --------------------- | --------------------- |
| 2008                  | Christchurch (Nueva Zelanda) | Medalla de bronce     | +100 kg               |